# Mitschman
Mitschman (russisch мичман) stammt ursprünglich vom englischen Begriff Midshipman und bedeutet in der wörtlichen Übersetzung „der Mann mitten im Schiff“ und bezeichnet in der Kaiserlich Russischen Marine bis 1917 den niedrigsten OF1-Rang, der mit dem Unterleutnant zur See der Kaiserlichen Kriegsmarine vergleichbar war.
Seit 1971 bezeichnet Mitschman einen WO1-Rang der Sowjetischen Kriegsmarine, der gegenwärtig in der Russischen Föderation und einer Reihe weiterer Länder geführt wird.
Mitschman ist aber auch gleichzeitig der Oberbegriff für diese eigenständige Dienstgradgruppe bzw. Bezeichnung für diese spezielle Laufbahn, zu der beispielsweise die beiden Ränge Mitschan WO1 und Obermitschman WO2 der Russischen Seekriegsflotte zählen. Auch die Fähnrich-Laufbahn der NVA war äquivalent dazu. Die Laufbahn ist auch vergleichbar mit den Laufbahnen Chorąży in Polen und Praporschtschik in einer Reihe weiterer Länder.
Die Stellung der Laufbahngruppe gemäß NATO-Rangcodes WO-1 bis 2 oder OR-7 bis 8 in englischsprachigen Streitkräften wäre mit dieser Dienstgradgruppe am ehesten vergleichbar.
Auch in der Gegenwart unterscheidet sich der Mitschman, beispielsweise in Russland und der Ukraine grundlegend vom Fähnrich zur See der Bundeswehr, der hier eine in aller Regel zeitlich befristete Rangbezeichnung für Offizieranwärter der Deutschen Marine ist.

## Geschichte
Die militärische Qualifikation dieses Ranges und die Einfügung in das Ranggefüge der Marinestreitkräfte haben sich für die betreffenden Personen im Laufe der Geschichte oft geändert. In der Kaiserlich Russischen Flotte wurde der Rang im Jahre 1716 zunächst als Unteroffiziers-Dienstgrad eingeführt. Von 1732 bis 1917 (ausgenommen 1751 bis 1758, da der Mitschman zu dieser Zeit ein Unteroffiziers-Rang war) war der Mitschman dann der niedrigste Marine-Offiziersrang, der dem OF1-Rang Praporschtschik im Kaiserlich Russischen Heer entsprach. Die Einweisung in diesen Offiziersrang war regelmäßig für Angehörige der Gardemarin möglich, wenn die praktischen und theoretischen Examina erfolgreich bestanden wurden. Bis etwa 1917/19 waren typische Einsatzverwendungen für einen Mitschman beispielsweise die Bordverwendungen Geschützführer Geschützturm, Kommandant Minenabwehrartillerie, Navigationsoffizier kleinerer Kriegsschiffe oder Teileinheitsführer etc.
Zu Sowjetzeiten wurde der Mitschman erstmals 1940 als höchster Dienstgrad für Hauptfeldwebel der Sowjetischen Seekriegsflotte, schwimmenden Einheiten der Grenztruppen und der Inneren Streitkräfte eingeführt. Diese Verfügung blieb bis 1972 in Kraft. Mit Wirkung vom 1. Januar 1972 wurden für Soldaten im Dienstgrad Mitschman eine eigenständige Laufbahngruppe geschaffen.

## Gegenwärtige Entwicklung
Der Mitschman der Russischen Seekriegsflotte ist auch gegenwärtig im Rang höher gestellt, als der ranghöchste Bootsmann an Bord, er ist jedoch den rangniedrigsten Bord-Offizieren nachgeordnet. Die Ernennung zum Mitschman erfolgt regelmäßig nach erfolgreichem Abschluss einer Mitschman-Ausbildungseinrichtung, welche die betreffenden Marinesoldaten in der Regel als Kursant durchlaufen.
In der Russischen Seekriegsflotte gibt es zwei Dienstgrade in dieser Laufbahngruppe. Hierbei handelt es sich um die Ränge Mitschman (WO-1) und Obermitschman (WO-2). Das Äquivalent in den übrigen Streitkräften der Russischen Föderation, beispielsweise in Heer und Luftwaffe, lautet Praporschtschik (WO-1) und Oberpraporschtschik (WO-2).